# Харьер
Харьер, или английская заячья гончая (англ. harrier), — охотничья порода собак. Близкий родственник древних английских пород гончих, в том числе талботхаунда и старой южной гончей. Порода выведена в южной Англии для охоты на зайцев. Стандарт утверждён в 1974 году.

## Характеристика породы
Обладает острым чутьём и выносливостью. Легко уживается с другими собаками, им легко управлять. Подходит для охоты на зайцев и лисиц, пригоден для охоты на кабанов. Нуждается в настойчивой дрессировке.
Голова умеренной ширины, достаточно длинная. Череп плоский. Переход ото лба к морде выражен слабо. Морда достаточно длинная, остроконечная.

## Содержание и уход
Требуются свободное пространство и физические упражнения. Необходимо чистить шерсть щёткой.